# Sunshuïta
La sunshuïta és un mineral de la classe dels sulfurs que forma part del grup de sèries homòlogues de la pavonita.

## Característiques
La sunshuïta és una sulfosal de fórmula química FeBi₂S₄. Va ser aprovada com a espècie vàlida per l'Associació Mineralògica Internacional en el mes de juny de l'any 2025. Encara resta pendent de publicació. Cristal·litza en el sistema monoclínic.
Les mostres que van servir per a determinar l'espècie, el que es coneix com a material tipus, es troben conservades a les col·leccions del Museu Geològic de la Xina, a Pequín (República Popular de la Xina), amb el número de catàleg: GMCTM2025003, i al Museu Geològic de l'Institut de Geologia i Geofísica de l'Acadèmia Xinesa de les Ciències, al districte de Chaoyang, també a Pequín, amb número de catàleg M8242.

## Formació i jaciments
Va ser descoberta lñ dipòsit d'Ag-Pb-Zn de Chaganbulagen, a la localitat de Hulunbuir (Mongòlia Interior, República Popular de la Xina), sent aquest indret l'únic de tot el planeta on ha estat descrita aquesta espècie mineral.